# Flemming Efterskole
Flemming Efterskole er en efterskole, beliggende i Flemming 14 km vest for Horsens. Skolen er en grundtvigsk skole fra 1893 med undervisningen rettet mod 9. og 10. klasses afgangsprøver.

## De fem profilfag
Gymnastikken er hovedfag og obligatorisk for alle, og skolen laver ca. 20 gymnastikopvisninger i løber af foråret. Skolens fem profilfag er spring, rytme, håndbold, fodbold og musik. Fagene udbydes flere gange i løbet af en uge, og man kan vælge op til fire profiltimer.
I løbet af skoleåret indgår der desuden musical, emneuger, selvstændig årsopgave, alpint skiløb m.m. som en del af den obligatoriske undervisning.

## Fritid
Skolens to haller med springgrav og de øvrige idrætsanlæg, kreative værksteder, musiklokaler og lydstudie står til rådighed for eleverne i fritiden.

## Forstandere
- Ole Vind, 1998-2021. Ole Vind fratrådte for at blive borgmester i Hedensted Kommune pr. 1. januar 2022.[2]
- Annette Ebbe, 2022. Konstitueret forstander indtil der findes en permanent afløser for Ole Vind.[2]